# Šahova mošeja, Isfahan
Šahova mošeja (perzijsko: مسجد شاه‎) je mošeja v Isfahanu v Iranu. Stoji na južni strani trga Nakš-e Džahan. Zgrajena je bila v času Safavidov po ukazu perzijskega šaha Abasa I.
Velja za eno od mojstrovin perzijske arhitekture v islamski dobi. Kraljeva mošeja je skupaj s trgom Nakš-e Džahan vpisana na seznam Unescove svetovne dediščine. Njena gradnja se je začela leta 1611, njen sijaj pa je predvsem posledica lepote sedembarvnih mozaičnih ploščic in kaligrafskih napisov.
Mošeja je upodobljena na hrbtni strani iranskega bankovca za 20.000 rialov.

## Zgodovina
Leta 1598, ko se je Šah Abas odločil, da prestolnico svojega perzijskega cesarstva preseli iz severozahodnega mesta Kazvin v osrednje mesto Isfahan, je začel tisto, kar bo postalo eden največjih programov v perzijski zgodovini; popolna prenova tega starodavnega mesta. Z izbiro osrednjega mesta Isfahan, z reko Zājande ("reka, ki daje življenje"),  ki leži kot oaza intenzivne pridelave sredi velikega območja sušne pokrajine, je svojo prestolnico oddaljil od morebitnih prihodnjih napadov s strani Osmanov in hkrati pridobil večji nadzor nad Perzijskim zalivom, ki je pred kratkim postal pomembna trgovska pot za Nizozemsko in Britansko vzhodnoindijsko družbo.
Glavni arhitekt te naloge urbanističnega načrtovanja je bil šejk Bahai (Baha' ad-Din al-`Amili), ki je program osredotočil na dve ključni značilnosti šaha Abbasa glavnega načrta: avenija Čahar Bag, na obeh straneh odana z vsemi vidnimi mestnimi institucijami, kot so rezidence vseh tujih dostojanstvenikov in trg Nakš-e Džahan (»vzornik sveta  Pred šahovim vzponom na oblast je imela Perzija decentralizirano strukturo moči, v kateri so se različne institucije borile za oblast, vključno z vojsko (Qizilbash) in guvernerji različnih provinc, ki sestavljajo cesarstvo. Šah Abas je želel spodkopati to politično strukturo in umestitev Isfahana kot velike prestolnice Perzije je bil pomemben korak pri centralizaciji oblasti. Iznajdljivost trga ali Maidān je bila v tem, da bi šah Abas z njegovo gradnjo zbral tri glavne komponente moči v Perziji na svojem dvorišču; moč duhovščine, ki jo predstavlja Masjed-e Shah, moč trgovcev, ki jo zastopa cesarski bazar in seveda moč samega šaha, ki prebiva v palači Ali Qapu
Kronski dragulj na trgu Nakš-e Džahan je bila Masjed-e Shah – Šahova mošeja, ki je pri opravljanju petkovih molitev nadomestila veliko starejšo Petkovo mošejo. Da bi to dosegli, je bila Šahova mošeja zgrajena ne le z vizijo veličastnosti, ki ima največjo kupolo v mestu, ampak je šejk Bahai načrtoval tudi gradnjo verske šole in zimske mošeje, ki bi bila vpeta na obeh straneh nje.
Zaradi šahove želje, da bi bila stavba dokončana v času njegovega življenja, so bile pri gradnji ubrane bližnjice; šah je na primer ignoriral opozorila enega od arhitektov Abu'l Qāsima glede nevarnosti posedanja temeljev mošeje in je nadaljeval z gradnjo. Arhitekt se je izkazal za upravičenega, saj je bilo leta 1662 stavbo treba veliko popraviti. Tudi Perzijci so mošejo okrasili s sedembarvnimi ploščicami, ki so bile cenejše in hitrejše, kar je sčasoma pospešilo gradnjo. To delo so opravili nekateri najboljši obrtniki v državi, celotno delo pa je nadzoroval mojster kaligraf Reza Abbasi. Na koncu je bila mošeja dokončno narejena konec leta 1629, nekaj mesecev po šahovi smrti.
Tudi mnogi zgodovinarji so se spraševali o posebni orientaciji Kraljevega trga (Maidān). Za razliko od večine pomembnih stavb, ta trg ni ležal v skladu z Meko, tako da ob vstopu na vhodni portal mošeje skoraj neopazno zavije na pol desno, kar omogoča, da se glavno dvorišče v notranjosti obrne proti Meka. Donald Wilber daje najverjetnejšo razlago za to; vizija šejka Bahaija je bila, da je mošeja vidna od povsod na majdanu, kjer je bi opazovalec stal. Če bi os majdāna sovpadala z osjo Meke, bi bila kupola mošeje skrita pred pogledom z visokim vhodnim portalom, ki vodi do nje. Z ustvarjanjem kota med njima sta oba dela stavbe, vhodni portal in kupola, v popolnem pogledu za vse znotraj trga, ki ju lahko občudujejo.

## Arhitektura in oblika

### Slog štirih Ivanov
Safavidi so ustanovili Šahovo mošejo kot kanal, skozi katerega so se lahko izrazili s svojimi številnimi arhitekturnimi tehnikami. Format štirih ivanov, ki so ga dokončno oblikovali Seldžuki in so ga podedovali Safavidi, je trdno uveljavil dvoriščno fasado takšnih mošej z visokimi vrati na vseh straneh kot pomembnejšo od dejanske zgradbe. Med vladavino Seldžukov, ko je bil islamski misticizem v porastu in so Perzijci iskali novo vrsto arhitekturne zasnove, ki bi poudarjala perzijsko identiteto, se je oblikovala ureditev štirih ivanov. Perzijci so že imeli bogato arhitekturno zapuščino in izrazita oblika ivana je bila dejansko vzeta iz prejšnjih zasnov sasanidskih palač, kot je Ardaširjeva palača. Tako je bila islamska arhitektura priča pojavu nove blagovne znamke, ki se je razlikovala od hipostilne zasnove zgodnjih arabskih mošej, kot je mošeja Omajadov. Format štirih ivanov je bil običajno v obliki kvadratnega osrednjega dvorišča z velikimi vhodi na vsaki strani, kar daje vtis, da so vrata v duhovni svet.
Vhod-ivan (prehod) v mošejo, ki stoji na javnem trgu ali Maidanu, ima obliko polkroga, ki spominja na vdolbino polmeseca in meri 27 metrov v višino, lok je uokviren s turkiznim ornamentom in okrašen z bogatim stalaktitnim obokom imenovanim muqarnas, izrazita značilnost perzijske islamske arhitekture. Ob straneh se dvigata dva minareta, visoka 42 metrov, na vrhu katerih sta lepo izrezljana lesena balkona z muqarnami, ki se spuščajo ob straneh. Mojster kaligraf kraljevega dvora Reza Abbasi je vpisal datum temeljnega dela gradnje, poleg tega pa verze, ki hvalijo Mohameda in Alija. Na sredini, pred vhodom, je stal manjši bazen in počivališče za konje, v notranjosti pa so verniki našli na podstavku velik marmorni bazen, napolnjen s sladko vodo ali limonado. Ta bazen še vedno stoji tako kot je bil štiristo let, vendar ne služi več v funkciji okrepčevanja vernikov pri petkovi molitvi.
Ko gremo skozi vhodni portal, pridemo do glavnega dvorišča z velikim bazenom. Dva vhoda (ivana) ob straneh usmerjata pozornost na glavna vrata na skrajnem koncu, edina z minareti, za njim pa vzvišeno kupolo s svojim pisanim ornamentom.
Posebnost katere koli mošeje je minaret, Šahova mošeja pa ima štiri. Kljub temu so v perzijskih mošejah visoki minareti veljali za neprimerne za klic k molitvi in so za ta namen dodali edikulo, v perzijščini znano kot goldast (šopek), ki v tej mošeji stoji na vrhu zahodnega ivana.

### Religiozne stavbe
V notranjosti so akustične lastnosti in odsevi na osrednji točki pod kupolo zanimivi za številne obiskovalce, saj iznajdljivost arhitektov pri ustvarjanju kupole omogoča Imamu, da govori z umirjenim glasom in ga še vedno jasno slišijo vsi znotraj stavbe.
Mihrab, velika marmorna plošča deset metrov visoka in tri metre široka na jugozahodni steni, je nakazovala smer Meke. Nad njo so šahovi možje postavili z zlatom okrašeno omaro iz lesa. V njej sta bili dve relikviji: Koran, za naj bi prepisal imam Ali al-Riza, in okrvavljeno ogrinjalo imama Husein ibn Alija. Čeprav ni bilo nikoli razstavljeno, naj bi ogrinjalo imelo čarobno moč; dvignjeno na koncu droga na bojnem polju, so verjeli, da lahko premaga sovražnika.
Z glavnega dvorišča je ivan, ki je kazal na vzhod, vseboval versko šolo ali medreso. Vsebuje napis kaligrafa Muhammada Rize Imamija, ki hvali Štirinajst Brezmadežnih (to so Mohamed, Fatima in Dvanajst imamov). Ivan v zahodnem kotu vodi do druge medrese in zimske mošeje. Na lastnem zasebnem dvorišču je znamenita sončna ura, ki jo je izdelal šejk Bahai.

### Kupola
Potem ko so v 7. stoletju Arabci uvedli kupole v islamsko arhitekturno zasnovo, so se te pogosto pojavljale v arhitekturi mošej. Najstarejša perzijska stavba s kupolo je Velika mošeja Zavareh iz leta 1135. Perzijci so takšne kupole gradili že stoletja pred tem, nekaj najzgodnejših znanih primerov velikih kupol na svetu najdemo prav v Iranu, na primer grad Qal'eh Dokhtar. Tako so si safavidski muslimani močno izposodili predislamsko znanje o gradnji kupole, to je uporabo pendantivov za ustvarjanje prehoda iz osmerokotne strukture v krožno kupolo. Da bi prikrili ta prehodna območja, so Perzijci zgradili bogato mrežo muqarnas. Tako je prišlo tudi do uvedbe te značilnosti v perzijske mošeje.
Renesančno zgradbo perzijske kupole so začeli Safavidi. Posebnost perzijskih kupol, ki jih ločuje od tistih kupol, ki so nastale v krščanskem svetu ali v Osmanskem in Mogulskem cesarstvu, so bile pisane ploščice, s katerimi so prekrivali tako zunanjost svojih kupol, kot notranjost. Teh kupol se je v Isfahanu kmalu naštelo na desetine, izrazita modra oblika pa je prevladovala na obzorju mesta. Te kupole so odsevale sončno svetlobo kot bleščeč turkizni dragulj in so jih lahko milje daleč videli popotniki na Svilni cesti skozi Perzijo. Kupola Šahove mošeje (Masjed-e Shaha), ki je dosegla 53 metrov v višino, je postala najvišja v mestu, ko je bila leta 1629 dokončana. Zgrajena je bila kot kupola z dvojno lupino, s 14 metri med dvema slojema in počiva na osmerokotni podlagi.

### Umetnost
Šahova mošeja je ogromna stavbaba, ki naj bi vsebovala 18 milijonov opek in 475.000 ploščic, kar je šaha stalo 60.000 tomanov za gradnjo. Uporabil je nov slog mozaika za ploščice (sedembarvni). V zgodnejših iranskih mošejah so bile ploščice narejene iz fajanse mozaika, počasnega in dragega postopka, kjer so drobni kosi izrezani iz enobarvnih ploščic in sestavljeni, da ustvarijo zapletene modele. Pri metodi haft rangi so obrtniki nanesli vse barve naenkrat, nato pa žgali ploščico. Cenejši in hitrejši je novi postopek omogočil uporabo širšega spektra barv, ustvarjanje bogatejših vzorcev, lepših za oko. Po mnenju Jeana Chardina so bile zaradi nizke vlažnosti v zraku v Perziji barve toliko bolj žive in kontrasti med različnimi vzorci toliko močnejši, kot bi bilo mogoče doseči v Evropi, kjer so barve ploščic postale dolgočasne in izgubljale. njen izgled. Kljub temu večina sodobnih piscev meni, da so ploščice Šahove mošeje slabše tako po kakovosti kot lepoti v primerjavi s tistimi, ki pokrivajo mošejo imam Lotfallaha; slednjo sodobni perzijski zgodovinarji, kot je Iskandar Munshi, pogosto omenjajo kot mošejo velike čistosti in lepote.
Arhitekti so uporabili tudi veliko marmorja, ki so ga pridobili iz kamnoloma v bližnjem Ardestanu. V celotnem objektu, od vhodnega portala do glavne stavbe, sta spodnja dva metra sten obložena z bež marmorjem, z lepo izrezljanimi drogovi na vsaki strani vseh vrat in vklesanimi napisi. Nad tem nivojem se začnejo mozaične ploščice, ki pokrivajo preostanek stavbe.
Vhodni portal mošeje prikazuje najboljšo dekoracijo ploščic v stavbi. V celoti je izvedena v mozaiku ploščic v polni paleti sedmih barv (temno perzijsko modra, svetlo turško modra, bela, črna, rumena, zelena in biskvitna). Širok napisni pas z verskimi besedili, napisanimi v beli pisavi tulut na temno modri podlagi, uokvirja ivan. Ploščice v so pretežno modre, razen v pokritih dvoranah stavbe, ki so bile kasneje obložene s ploščicami hladnejših, rumeno-zelenih odtenkov.
Obrnjen proti severu trga je portal mošeje običajno v senci, a ker je prevlečen s sijočimi mozaiki iz ploščic, se blešči s pretežno modro svetlobo izredne intenzivnosti. Ornamentika struktur je povsem tradicionalna, saj ponovno zajame klasične iranske motive simbolične privlačnosti za plodnost in učinkovitost. Znotraj simetričnih arkad in uravnoteženih ivanov človeka utapljajo neskončni valovi zapletene arabeske v zlato rumeni in temno modri barvi, ki gledalca blagoslavljajo s prostorom notranje spokojnosti.

### Arhitekti
Arhitekt mošeje je Ali Akbar Isfahani. Njegovo ime se pojavlja v napisu na mošeji nad vrati vhodnega kompleksa ivana. Napis tudi omenja, da je bil nadzornik gradnje Muhibb 'Ali Beg Lala, ki je bil tudi glavni donator mošeje. Drugi arhitekt Badi al-zaman-i Tuni je morda sodeloval pri njenem zgodnjem načrtovanju.

### Mere
Vhod mošeje je visok 27 m, okronan z dvema minaretoma, visokima 42 m. Mošeja je obkrožena s štirimi ivani in arkadami. Vse stene so okrašene s sedem barvnimi mozaičnimi ploščicami. Najbolj veličasten ivan mošeje je tisti, ki gleda proti kibli in meri 33 m. Za tem ivanom je prostor, ki je pokrit z največjo kupolo v mestu na višini 53 m. Kupola je dvoslojna. Celotna konstrukcija meri 100 x 130 metrov, osrednje dvorišče pa meri 70 x 70 metrov.

## Galerija
- Detajl mozaika, kot ga najdemo v Šahovi mošeji, prikazuje koransko kaligrafijo, napisano v pisavi Tulut (fotografija, posneta v mošeji šejka Lotfallaha).
- Mošeja ponoči
- Fasade vstopne arkade
- Notranjost glavne stavbe
- Svojevrstna orientacija mošeje glede na trg
- Pogled od spodaj na ivan glavnega vhoda
- Detajl vhoda